# Parasmittina pectinata
Parasmittina pectinata är en mossdjursart som beskrevs av Hayward och Parker 1994. Parasmittina pectinata ingår i släktet Parasmittina och familjen Smittinidae. Inga underarter finns listade i Catalogue of Life.